# Bang Lamung
Bang Lamung is een district van de provincie Chonburi in het oosten van Thailand. In dit district liggen diverse plaatsen waaronder de gelijknamige districtshoofdstad. Ook het bij westerse toeristen zeer bekende Pattaya, met de aansluitende plaatsjes Naklua aan de noordkant en Jomtien en Bang Sarai aan de zuidkant vallen onder dit district. De belangrijkste noord-zuidverbinding is de Sukhumvit-route.

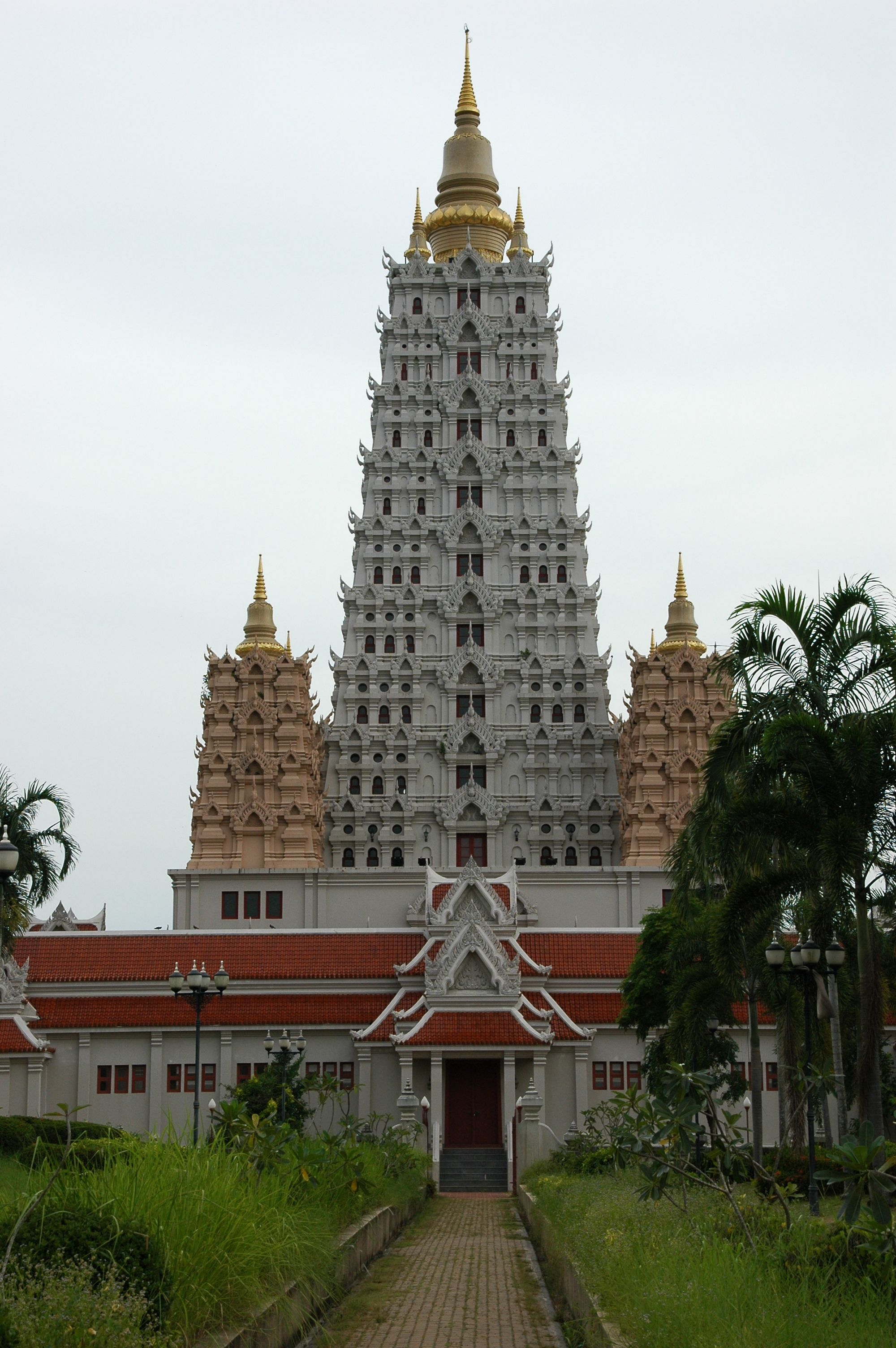
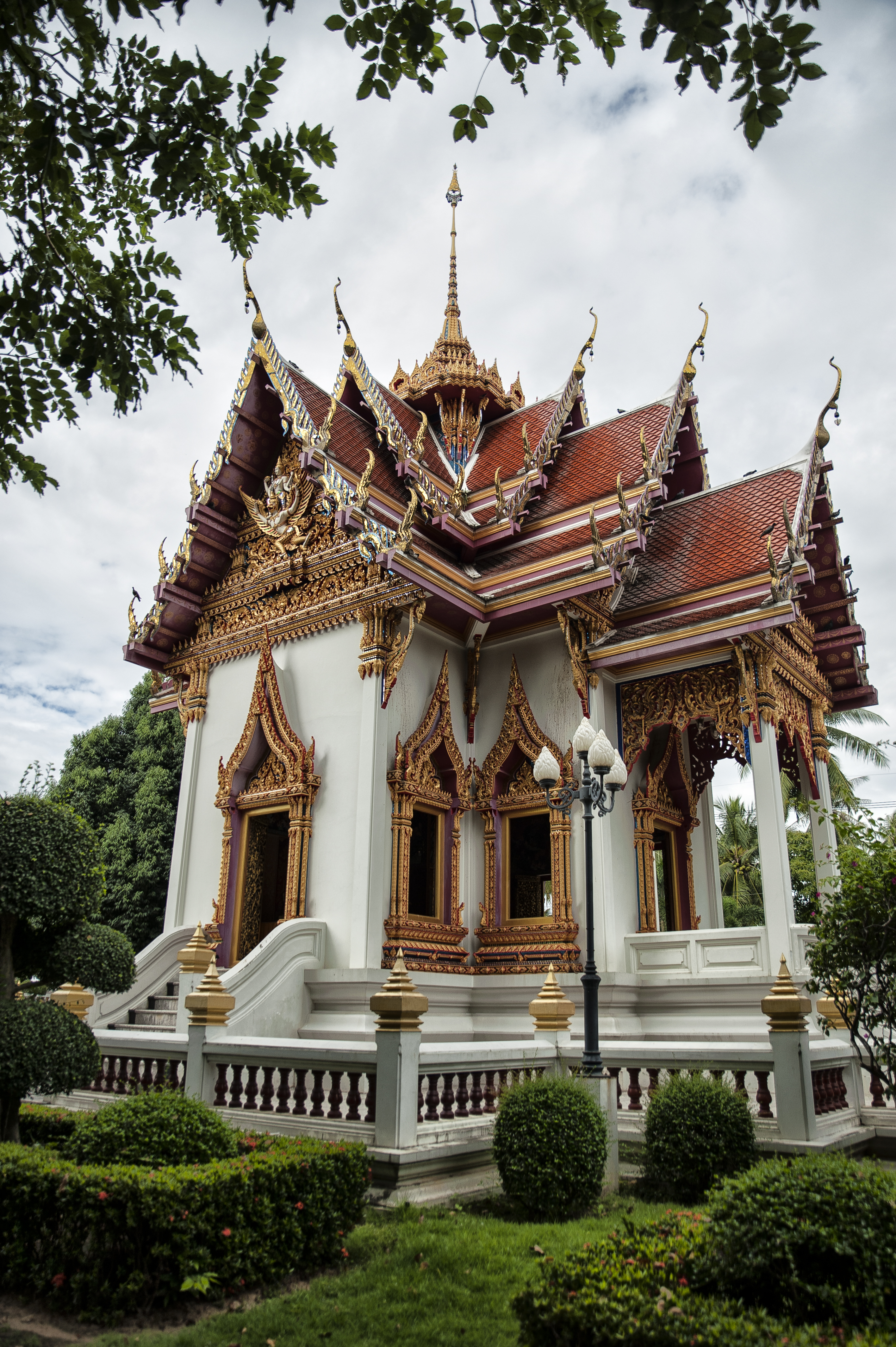
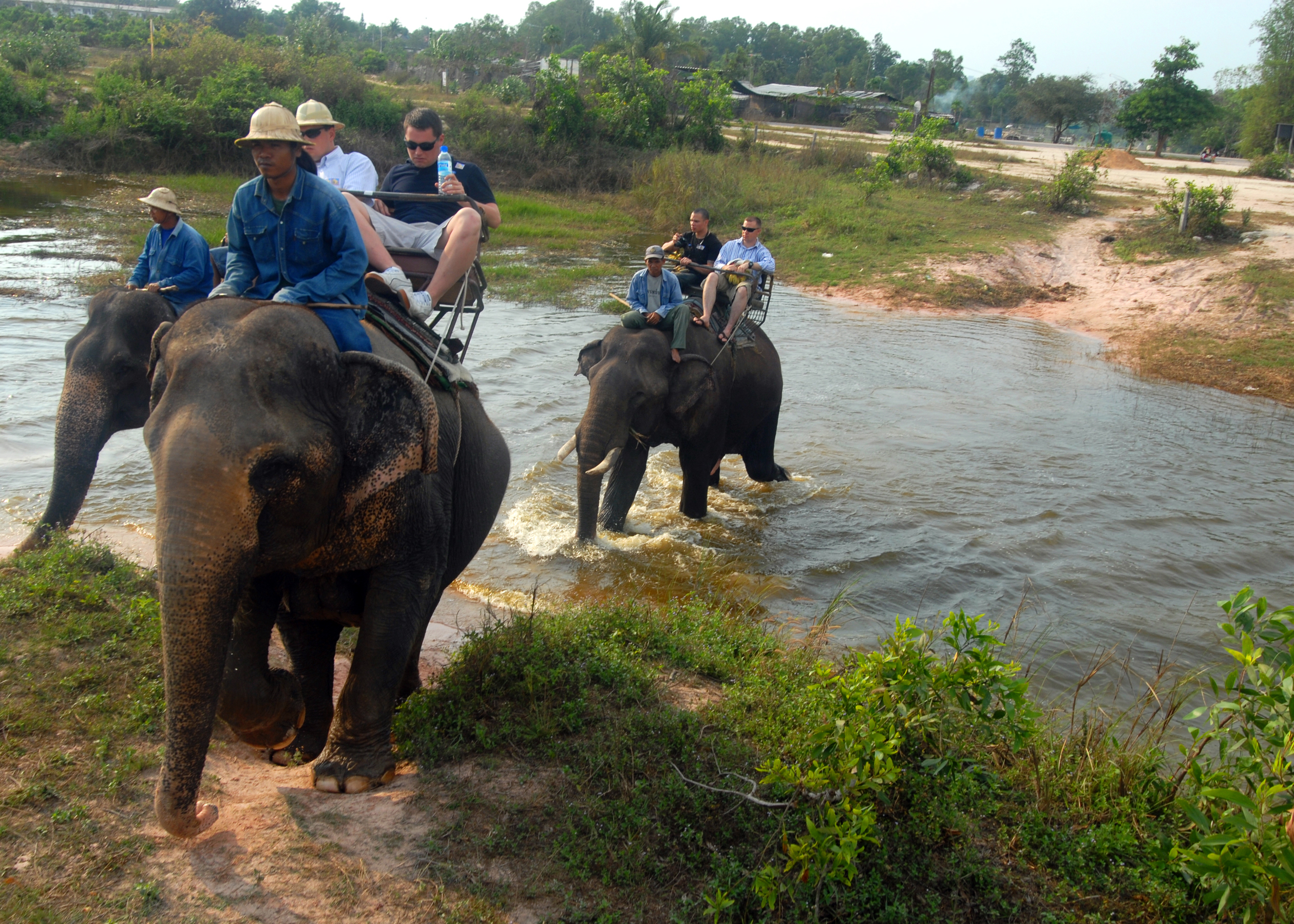